# Chionaema effracta
Chionaema effracta là một loài bướm đêm thuộc phân họ Arctiinae, họ Erebidae.